# Kömmlitz (Rackwitz)
Kömmlitz ist eine moderne Wüstung, die sich südlich von Delitzsch befand und mit seinem Nachbarort Schladitz zwischen 1986 und 1990 dem Braunkohleabbau durch den Tagebau Breitenfeld zum Opfer fiel. Heute liegt die Flur östlich des Schladitzer Sees und gehört zur Gemeinde Rackwitz im Landkreis Nordsachsen (Freistaat Sachsen). Östlich der alten Ortslagen entstand der Rackwitzer Ortsteil Neu-Schladitz.

## Geographische Lage
Kömmlitz lag in der Leipziger Tieflandsbucht zwischen Delitzsch im Norden und Leipzig im Süden. Die Flur des ehemaligen Orts Kömmlitz liegt zwischen dem Schladitzer See (ehemaliges Restloch des Tagebaus Breitenfeld) im Westen und der Flur von Schladitz im Osten. Die durch die Umsiedlung der Bewohner entstandene Siedlung Neu-Schladitz befindet sich zwischen der alten Ortslage von Schladitz im Westen und Rackwitz im Osten.

## Geschichte

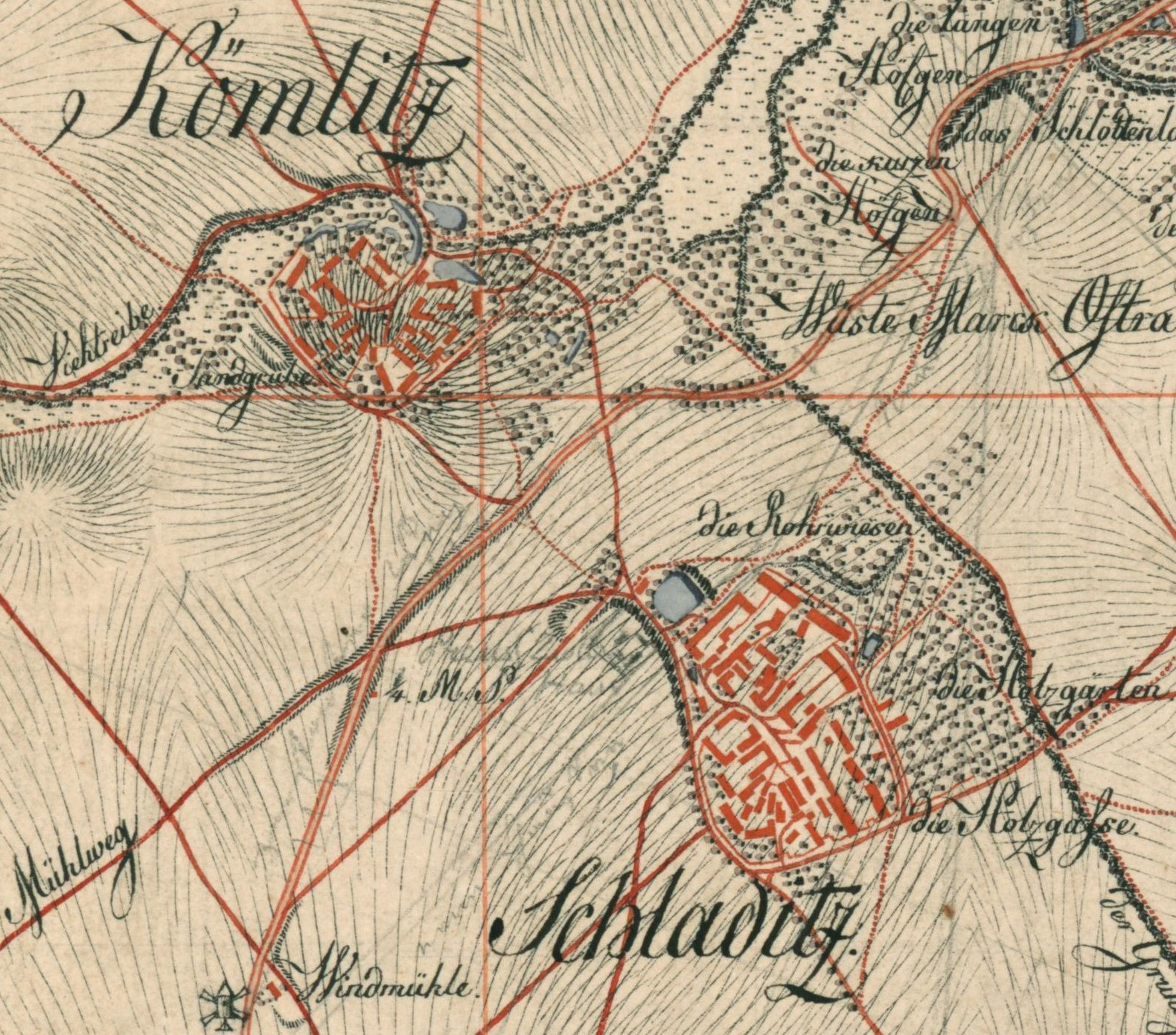
Kömmlitz und Schladitz um 1801

Kömmlitz an der Straße von Delitzsch nach Leipzig gehörte wie der Nachbarort Schladitz bis 1815 zum  kursächsischen Amt Delitzsch. Durch die Beschlüsse des Wiener Kongresses kamen beide Orte zu Preußen und wurden 1816 dem Kreis Delitzsch im Regierungsbezirk Merseburg der Provinz Sachsen zugeteilt, zu dem sie bis 1952 gehörten.
Am 1. April 1936 wurde Kömmlitz in den östlich gelegenen Nachbarort Schladitz eingemeindet. Im Zuge der Kreisreform in der DDR von 1952 wurde Schladitz mit seinem Ortsteil Kömmlitz dem neu zugeschnittenen Kreis Delitzsch im Bezirk Leipzig zugeteilt.
Mit der 1981/82 erfolgten Eröffnung des Tagebaus Breitenfeld wurde die Zukunft von Schladitz und Kömmlitz ungewiss. Mitte der 1990er Jahre sollte der Tagebau das Gebiet beider Orte erreichen. Aus diesem Grund wurden die 600 Einwohner von Schladitz und Kömmlitz ab 1986/87 in die weiter östlich neu gegründete Siedlung „Neu-Schladitz“ bei Rackwitz umgesiedelt. Während die in der Schladitzer Flur liegende 800 Jahre alte Kirche in der Wüstung Buschnau überbaggert wurde, blieb den devastierten Ortslagen Schladitz und Kömmlitz dieses Schicksal aufgrund Deutschen Wiedervereinigung 1989/90 und der dadurch einsetzenden schlagartigen Verringerung des Braunkohlebedarfs erspart. Durch die vorzeitige rasche Stilllegung des Tagebaus Breitenfeld im Jahr 1991 wurde die geplante Abbaggerung nicht mehr durchgeführt.

### Kömmlitz heute
Die Flur von Schladitz und Kömmlitz gehörte nach der Devastierung der Orte ab 1989 zur Gemeinde Rackwitz. In der zu Rackwitz gehörigen Siedlung Neu-Schladitz ist in der Folgezeit ein Wohnpark entstanden.
1998 begann die Flutung des Tagebaurestlochs Breitenfeld, wodurch der nach Schladitz benannte Schladitzer See entstand, welcher seit 2003 als Badesee genutzt wird. Die südöstlich des Sees befindlichen devastierten Siedlungsflächen von Schladitz und Kömmlitz wurden rekultiviert. In der „Schladitzer Bucht“ entstand ein Wassersportzentrum.